# Rolf Baath
Rolf Baath (* 22. März 1909 in Stargard; † 24. August 1983) war ein deutscher Verwaltungsjurist.

## Werdegang
Er war der Sohn des Juristen Peter-August Baath und besuchte in Berlin-Zehlendorf Vorschule und Humanistisches Gymnasium, das er mit dem Abitur verließ. Nach einem Studium der Staats- und Rechtswissenschaften in Freiburg und Berlin promovierte er 1931 an der Rechts- und staatswissenschaftlichen Fakultät der Universität Freiburg. Noch während seiner Ausbildung als Gerichtsreferendar in Finsterwalde, Potsdam und Berlin trat er zum 1. Mai 1933 der NSDAP bei (Mitgliedsnummer 3.075.944). Auch bei der SA wurde er Mitglied, wo er es bis zum Truppführer und Sportreferenten brachte.
Ab 1934 arbeitete er beim Reichsnährstand, wo er 1940 zum Oberlandwirtschaftsrat ernannt wurde. Anschließend leistete er bis 1941 Kriegsdienst, zuletzt als Kompaniechef, bevor er ab Juli 1941 als Oberkriegsverwaltungsrat zur Wirtschaftsinspektion Nord in Riga versetzt wurde. Von 1941 bis 1944 fand er ebenfalls als Militärverwaltungsbeamter in der Abteilung "Erfassung" des Wirtschaftsstabes Ost Verwendung. Bei Kriegsende diente er erneut als Oberleutnant der Wehrmacht.
Nach Ende des Zweiten Weltkriegs war er zunächst in einem Kriegsversehrtenheim angestellt. 1947 kam er zur Hauptstelle für Wein- und Trinkbranntweinwirtschaft in Hamburg, wo er sich auch einem Entnazifizierungsverfahren unterzog. Nach der Einstufung als "Entlasteter" wechselte er im gleichen Jahr zur Verwaltung für Ernährung, Landwirtschaft und Forsten des Vereinigten Wirtschaftsgebiets.
Nach Gründung der Bundesrepublik war er im Bundesministerium für Ernährung, Landwirtschaft und Forsten tätig. Er war dort von 1950 bis 1958 Leiter der Unterabteilung III B (Ernährungswirtschaft bzw. ab 1952: Versorgung und Bevorratung mit Nahrungsmitteln) und ab 1958 Leiter der Abteilung III (Ernährungswirtschaft bzw. ab 1968: Marktpolitik). 1972 trat er im Rang eines Ministerialdirektors in den Ruhestand.

## Auszeichnungen
- 1974: Großes Verdienstkreuz mit Stern der Bundesrepublik Deutschland